# Iwanowka (rejon wołowski)
Iwanowka (ros. Ивановка) – wieś (ros. деревня, trb. dieriewnia) w zachodniej Rosji, centrum administracyjne sielsowietu ożogińskiego rejonu wołowskiego w obwodzie lipieckim.

## Geografia
Miejscowość położona nad rzeką Ołym, 15 km od centrum administracyjnego rejonu (Wołowo), 119 km od stolicy obwodu (Lipieck).
W granicach miejscowości znajdują się ulice: Centralnaja, Monastyrskaja.

## Demografia
W 2012 r. miejscowość liczyła sobie 348 mieszkańców.